# Mogovolas
Mogovolas es uno de los veintiún distritos que forman la provincia de Nampula en la zona septentrional de Mozambique, región fronteriza con las provincias de Cabo Delgado de Niassa y de Zambezia. Región ribereña del océano Índico.
La sede de este distrito es la villa de Nametil.

## Geografía
Situado en el sur de la provincia.
Limita al norte con los distritos de Nampula y Meconta, al oeste con Murrupula y Gilé, al sur con el de Moma, al sudeste con Angoche y al nordeste con la provincia de Zambezia, distrito de Mogincual.
Tiene una superficie de 4 748 km² y según datos oficiales de 1997 una población de 182 184 habitantes, lo cual arroja una densidad de 38,2 habitantes/km². En 2005 contaba con una población de 218 812 habitantes.

## División administrativa
Este distrito formado por cinco localidades, se divide en cinco puestos administrativos (posto administrativo), con la siguiente población censada en 2005:
- Nametil, sede y 66 186.
- Calipo, 29 053.
- Ilute, 55 299.
- Muatua, 33 559.
- Nanhupo Río, 34 715.